# Ahnenloch
Ahnenloch (tudi Aehnenloch, Jama prednikov) je jama, ki se nahaja v bližini Podstenic. Pod vrhom hriba Spodnje Lašče se odpira vrtača dimenzij 30x40m. Jama se imenuje po domačinu, ki naj bi pred več stoletji padel v jamo. Jama je ena najlepših kapniških jam Kočevskega Roga.
Glavni vhod pod previsno steno je zasut, prehod v zasigan obhodni rov pa je na začetku zelo ozek. Iz njega se teren spušča 17 m v dvorano velikosti 15x20 m. Tudi ta dvorana je zasigana in ima ponvice. Dno dvorane se prevesi v strmo pobočje, ki preide v 55 m globoko, po stenah zasigano brezno, na dnu katerega sta dvorana in krajši rov. Skupna globina jame od roba vhodne vrtače je 118 m, dolžina pa 229 m.